# Серхіо Берналь
Серхіо Берналь (ісп. Sergio Bernal, нар. 9 лютого 1970, Мехіко) — мексиканський футболіст, воротар.
Насамперед відомий виступами за клуб «УНАМ Пумас».

## Ігрова кар'єра
Народився 9 лютого 1970 року в місті Мехіко. Вихованець футбольної школи клубу «УНАМ Пумас». Дорослу футбольну кар'єру розпочав 1988 року в основній команді того ж клубу, в якій провів двадцять два сезони, взявши участь у 519 матчах чемпіонату.  Більшість часу, проведеного у складі «УНАМ Пумас», був основним голкіпером команди. Разом з командою доходив до фіналів південноамериканського кубка та кубка чемпіонів КОНКАКАФ. Чотиразовий чемпіон Мексики.
Один сезон провів у нижчоліговому клубі «Пуебла», за команду якого виступав протягом 2002 року.

## Титули та досягнення

### На міжнародній арені
- Срібний призер Панамериканських ігор: 1991
- Фіналіст кубка чемпіонів КОНКАКАФ (1): 2005
- Фіналіст південноамериканського кубка (1): 2005

### В Мексиці
- Чемпіон (4): 1991, 2004(К), 2004(А), 2009(К)
- Віце-чемпіон (1): 2007(А)
- Володар суперкубка (1): 2004